# Georg Bamberg
Georg Bamberg (* 9. Januar 1936 in Rosenheim; † 21. September 2023) war ein deutscher Politiker (SPD). Dem Deutschen Bundestag gehörte er vom 2. Februar 1981, als er für Hans-Jochen Vogel nachrückte, bis 1990 an. Er war stets über die Landesliste der SPD Bayern ins Parlament eingezogen.

## Leben
Bamberg ging auf die Oberrealschule, die er 1951 mit der Mittleren Reife abschloss. Er begann im Anschluss als Jungwerker bei der Deutschen Bundesbahn, wo er später auch Amtmann wurde. Im Jahr 1961 wurde er in den gehobenen Dienst befördert, letztendlich war er Bundesbahnamtmann bei der Betriebskrankenkasse Rosenheim.

## Politik
Bamberg schloss sich 1964 der SPD an und war zunächst von 1966 an Mitglied des Stadtrates von Rosenheim, was er bis 1981 blieb. Während dieser Zeit war er unter anderem Mitglied des Bezirkstages von Oberbayern Kreistagsmitglied des Kreises Rosenheim. Außerdem hatte er mehrere Vorstandsposten parteiinterner Gremien inne. Am 2. Februar 1981 rückte Bamberg über die bayrische SPD-Landesliste in den Bundestag ein, um den Sitz des nach Berlin gegangenen Hans-Jochen Vogel einzunehmen. Bamberg wurde noch zwei Mal wiedergewählt und gehörte dem Bundestag insgesamt noch bis Ende 1990 an. In allen Wahlperioden war er Mitglied des Ausschusses für Verkehr.